# کولیگا
کولیگا (به لاتین: Kuliga) یک منطقهٔ مسکونی در روسیه است که در استان آرخانگلسک واقع شده‌است.